# 蔡廷蘭
蔡廷蘭（1801年9月21日—1859年4月17日），原名崇文，字仲章、後改名廷蘭、更字香祖，號郁圓，學者稱秋園先生，臺灣府澎湖廳林投澳雙頭掛社（今馬公市興仁里）人，清朝政治人物，為澎湖唯一的進士。

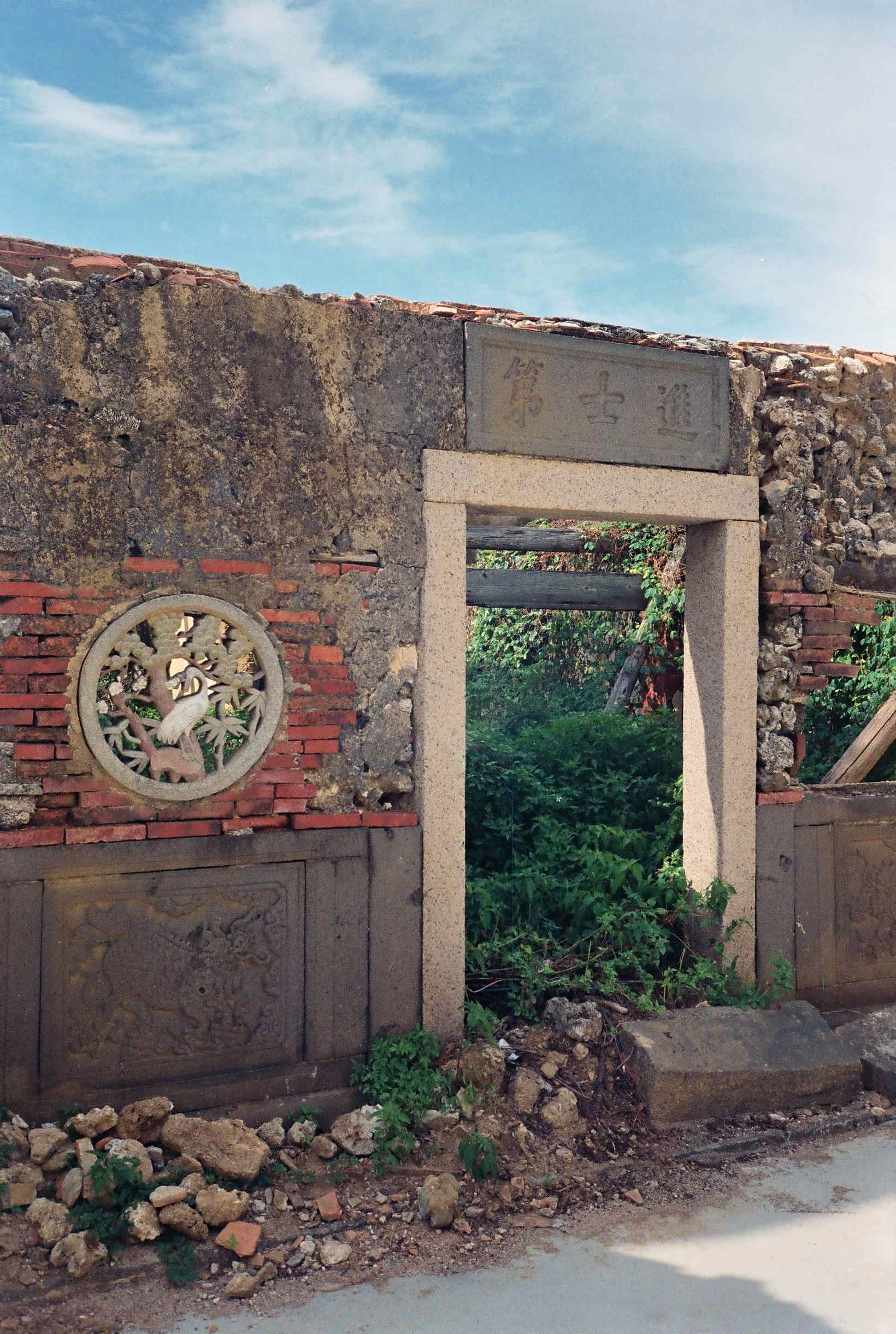
蔡廷蘭進士第（整修前）

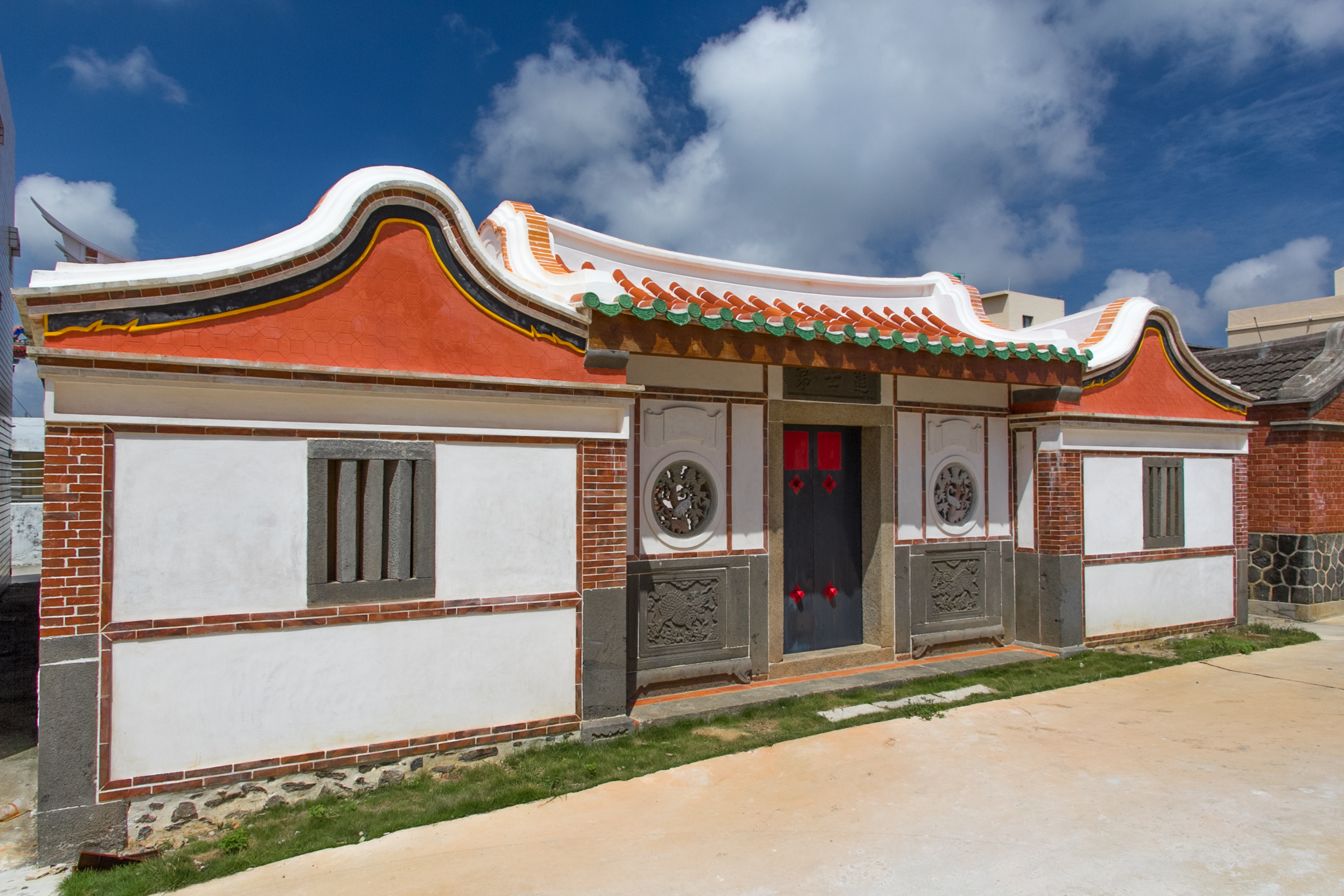
蔡廷蘭進士第（整修後）

## 生平
家族乃金門瓊林蔡氏，明末遷至澎湖，為蔡培華第四子，十三歲補弟子員，屢試第一，深得蔣鏞欣賞。道光十二年（1832年）澎湖大饑，作〈請急賑歌〉上呈興泉道周凱。受知於周凱，因避其名諱，改名廷蘭（周凱字仲禮）。台郡当道名流莫不知有此士。道光十四年（1834年）主講引心書院。
道光十六年（1836年）鄉試畢返鄉遭颱風，飄泊至越南廣義省菜芹汛出海口。阮朝官員因他有廩生的身份，加恩增給錢五十緡，並不用依規定等來年待船歸國，當年冬就准陸路北行回國。在會安與南義巡撫潘清簡一日筵敘兩次。除夕夜至王城順化，欲晉謁明命帝，但東閣大學士關仁甫稱他會被慰留待船而作罷。回途中參觀二徵夫人廟。步行四月，歷萬餘里在道光十七年（1837年）返福建，所見所聞撰成《海南雜著》。
道光二十五年（1845年）中進士，人稱「開澎進士」。道光十七年（1837年），周凱任臺灣道，聘蔡廷蘭主講崇文書院，兼引心、文石兩書院。歷官峽江知縣、南昌水利同知、豐城知縣等。因抗太平軍有功，升贛州同知、賞載藍翎。咸豐九年（1859年）陰曆三月十五日卒於官，移靈回鄉。
澎湖縣的人物傳說，僅蔡廷蘭及張百萬二人即佔六成多，這些傳說詳述了兩人傳奇的一生，也表達出當地人對蔡、張二人功成名就的渴望。

## 著作
著《海南雜著》二卷、《香祖詩草》一卷。《海南雜著》上卷包括〈滄溟紀險〉、〈炎荒紀程〉、〈越南記略〉，下卷皆途次唱酬之詩。此書於清代出版四版，光緒三年（1877年）北京俄國東正教傳教士譯為俄文，除此尚有法、日、越南等多國譯本，是當時全台唯一一本海外見聞錄，也是清代時期台灣人著作外國見聞之首例。《香祖詩草》抄本由陳瑾堂贈連橫，後轉入楊雲萍之手，現存於中央研究院臺灣史研究所，計有五十六題、一百一十五首詩作。
光緒四年（1878年）金門林豪集其遺作成《愓園遺詩》四卷、遺文一卷、駢體文二卷、尺牘六卷，今未見。

## 逸事
有誤傳當地膾炙人口的詩作〈澎湖八景〉為蔡廷蘭所作，但其實是當地秀才許晉纓作品。

## 家族
開澎始祖蔡鳴震來澎時間約於明崇禎17年（1644年），根據高啟進編著《開澎進士蔡廷蘭》:17-19記載，蔡廷蘭為金門瓊林第22世子孫，遷澎第六代，族譜行「仲」字輩。

### 父系先祖
- 金門開基始祖：蔡煜（一世）
- 澎湖開基始祖：蔡鳴震（十七世，開澎第一代）
- 遷澎第三代，曾祖父：蔡克舉、曾祖母：李氏
- 遷澎第四代，祖父：蔡君超、祖母：許氏
- 遷澎第五代，父親：蔡培華、母親：許氏，育有五子。

### 母家、妻族
蔡廷蘭娶妻許氏，乃附貢生許容光次女；蔡廷蘭自祖母以降，凡母親與妻子咸來自鼎灣澳港仔尾（今湖西鄉許家村）的許氏家族。
另有一小妾，姓氏不詳。

### 兄弟
- 行長：蔡會賓，字仲嘉，號廷茗（廷嘉）
- 行次：蔡良遇，字仲幸，號廷萱（廷緣）
- 行三：蔡天胤，字仲隆，號廷蕃（廷芝）
- 行四：蔡崇文，字仲章，後改名廷蘭，字香祖
- 行五：蔡威武，字仲揚，號廷顯（廷揚）

### 子嗣
- 長子蔡繼尹
- 次子蔡繼漸（後為秀才）
- 另有二女，適同村陳某與王某